# Лаплатская война
Лапла́тская война́ (порт. Guerra do Prata, исп. Guerra Platina, 18 августа 1851 — 3 февраля 1852 года) — вооружённый конфликт между Аргентинской конфедерацией и союзом Бразильской империи, Уругвая и аргентинских провинций Энтре-Риос и Корриентес. Война стала кульминацией многолетней борьбы между Аргентиной и Бразилией за влияние на Уругвай и Парагвай, а также за господство в регионе Ла-Плата.
В 1850 году регион Ла-Плата был одним из самых нестабильных в Южной Америке. В Аргентине одно за другим происходили многочисленные восстания. В Уругвае же шла крупная гражданская война, которую историки из этой страны обычно называют «Великой». В этом конфликте президент конфедерации Хуан де Росас поддержал партию Бланкос, стремясь восстановить бывшее испанское вице-королевство. Намерения Росаса угрожали интересам и самой независимости Бразилии, так как в состав бывшего вице-королевства входили территории, которые позже стали частью бразильской провинции Риу-Гранди-ду-Сул. Её император Педру II изначально поддерживал противостоящую Бланкос партию Колорадо, а затем и вовсе сформировал коалицию против Росаса. Тогда правитель Аргентины решил нанести удар первым. В ответ объединённая армия вторглась в Уругвай, нанеся поражение партии Бланкос, и принудила к капитуляции силы Мануэля Орибе. В ходе дальнейшего наступления союзники сломили сопротивление войск конфедерации и в решающей битве при Касеросе разбили армию Аргентины. Росас был вынужден оставить свой пост, а Бразилия стала доминирующей страной континента.

## Предыстория

### Гражданские войны в Аргентине
После крупной войны с Бразилией в Аргентине наступил короткий период безвластия, который закончился в 1828 году после того, как власть в провинции Буэнос-Айрес получил дон Хуан Мануэль де Росас. Де-юре Росас имел точно такие же полномочия, как и губернаторы других аргентинских провинций, но де-факто он правил всей Аргентинской конфедерацией. Несмотря на то, что он был членом партии, выступавшей за большую автономию провинций, в действительности власть Росаса распространялась и на другие провинции: он был диктатором Аргентины с почти безграничной властью. За время его двадцатилетнего правления в стране возобновились вооружённые столкновения между унитарианцами (партией, находившейся в оппозиции к нему) и федералистами.
Росас хотел восстановить бывшее вице-королевство Рио-де-ла-Плата. Он стремился создать сильное государство республиканского типа, в котором нынешняя Аргентина занимала бы центральное место. После получения независимости в начале XIX века, бывшее вице-королевство распалось на несколько самостоятельных государств. Чтобы его восстановить, аргентинскому правительству нужно было аннексировать три соседних страны — Боливию, Уругвай и Парагвай, а также присоединить часть бразильской провинции Риу-Гранди-ду-Сул. Для начала Росасу нужно было собрать региональных союзников, разделявших его идею. В некоторых случаях ему приходилось вмешиваться во внутренние дела соседних стран, поддерживать группы, выступающие за объединение с Аргентиной и даже финансировать войны и восстания.
С 1811 года Парагвай считал себя независимым государством, хотя другие страны его суверенитет не признали. Аргентина считала его восставшей провинцией. Парагвайский диктатор Хосе Гаспар Родригес де Франсия полагал, что для того, чтобы сохранить суверенитет и собственную власть, нужно изолировать страну от внешнего мира. Именно по этой причине Парагвай до 1840 года не имел дипломатических отношений с другими государствами. После смерти Франсия этот политический курс начал меняться, и его преемник, дон Карлос Антонио Лопес, в июле 1841 года подписал два договора с отколовшейся от Аргентины провинцией Корриентес: договор о «дружбе, торговле и навигации» и «договор о границах». В то же время Росас оказывал давление на Парагвай: он отказывался признавать его независимость и заблокировал международные перевозки по реке Парана.

### Гражданская война в Уругвае
Одной из важнейших причин, приведших к войне, стали внутренние проблемы Уругвая, включая затяжную гражданскую войну. После Аргентино-бразильской войны, шедшей в 20-е годы XIX века, бывшая бразильская провинция Сисплатина стала Восточной Республикой Уругвай. Вскоре после обретения независимости страна погрязла в длительной гражданской войне между двумя партиями — Бланкос, лидером которой был Хуан Антонио Лавальеха, и Колорадос, главой который был дон Фруктуосо Ривера.
В ходе войны Лавальеха узнал, что правитель Буэнос-Айреса заинтересован в оказании ему финансовой и военной помощи. Однако в 1832 году он стал получать помощь от Бенту Гонсалвиса да Силвы — генерала и землевладельца из бразильской провинции Риу-Гранди-ду-Сул. В 1835 году Гонсалвис, при поддержке Росаса, организовал восстание против бразильского правительства. Конечной целью мятежников было присоединение провинции Риу-Гранди-ду-Сул к Аргентинской конфедерации. Лавальеха и Гонсалвис начали военную кампанию против Уругвая; она характеризовалась большим количеством грабежей и жестокостью против мирного населения страны. Гонсалвис предал Росаса и Лавальеху, перейдя на сторону Фруктуосо Риверы, после чего оба вторглись в Уругвай и захватили бо́льшую часть территории в окрестностях столицы страны, Монтевидео. Потерпев поражение, тогдашний президент Уругвая Мануэль Орибе (который, как и Лавальеха, был членом партии Бланкос) отказался от президентской должности и сбежал в Аргентину.
Росас был полон решимости восстановить суверенитет Аргентины над Уругваем и отомстить Гонсалвису. Это привело к ряду вторжений. В 1839 году войска под предводительством Лавальехи, Орибе и Хусто Хосе де Уркисы (губернатора провинции Энтре-Риос) потерпели поражение от Риверы. После этого Лавальеха перестал участвовать в гражданской войне. В 1845 году Росас послал ещё одну армию во главе с Орибе и Уркисой, состоявшую из аргентинцев и уругвайцев. В этот раз им удалось победить силы Риверы; всех выживших убили. Ривера был одним из немногих, кому удалось спастись. Он сбежал в Рио-де-Жанейро. Оставшиеся силы Колорадос контролировали лишь столицу страны, Монтевидео, а силы Орибе начали вести её осаду. Вспышек насилия на территории страны было всё больше: за время конфликта люди Орибе убили более 17 тысяч уругвайцев и 15 тысяч аргентинцев.
Орибе захватил почти всю территорию Уругвая, и это позволило ему начать наступление на юг Бразилии. Во время похода его люди крали рогатый скот, занимались мародёрством и убивали политических противников. 188 бразильских ферм подверглись разграблению: было украдено 814 тысяч голов рогатого скота и 16 950 лошадей. Местное население, независимо друг от друга, в отместку начало проводить набеги на уругвайские территории. Они получили название «Калифорниас» (исп. Califórnias) в честь восстания в Калифорнии против Мексики. По мере дальнейшего обострения конфликта, на фоне постоянной поддержки Бланкос Мануэлем де Росасом, в регионе началась анархия. Из-за растущей угрозы торговле, Франция и Британская империя — две великие державы того времени — были вынуждены совместно объявить войну Аргентине. Англо-французский флот совершил ряд нападений на Буэнос-Айрес. Город также был взят в морскую блокаду. Но аргентинское правительство сумело организовать эффективное сопротивление, что привело к подписанию мирного договора в 1849 году.

### Действия Бразильской империи
К середине XIX века Бразильская империя была самым богатым и самым сильным государством в Южной Америке, демократичной конституционной монархией. В отличие от остальных государств региона здесь не было гражданских войн, диктатур и военных переворотов. Однако из-за несовершеннолетия императора, дона Педру II, в 30-е годы XIX века в некоторых внутренних провинциях страны происходили восстания, подогреваемые местной борьбой за власть Одна из таких революций, война Фаррапус, шла под предводительством Бенту Гонсалвиса.
Экспансионистские планы сильной республиканской Аргентины представляли угрозу для существования Бразильской империи. Они также угрожали бразильской гегемонии на её южных границах. Если бы Аргентина присоединила Парагвай и Уругвай к возрожденному вице-королевству Рио-де-ла-Плата (и получила контроль над речной сетью Ла-Платы), то Бразилии угрожала бы потеря связи с провинциями Мату-Гросу и Рио-де-Жанейро: наземное сообщение, в отличие от речного, занимало бы целые месяцы, а не несколько дней. Для Бразилии также было нежелательно иметь общую границу с Аргентиной, из-за возраставшего риска нападения Росаса с целью аннексии Риу-Гранди-ду-Сул.
Члены бразильского кабинета министров не смогли прийти к общему соглашению, как избавиться от угрозы со стороны Росаса. Некоторые министры выступали за мирное урегулирование любой ценой. Они опасались, что Бразилия не готова к войне и что поражение приведёт к хаосу, как это случилось в 20-е годы XIX века, когда после потери провинции Сисплатина отец императора, дон Педру I, отрёкся от престола. Другие министры считали, что устранить угрозу сможет лишь военное вмешательство. Однако в 1849 году Паулиньо Жозе Соарес де Соза, член партии, выступавшей за войну, впоследствии ставший виконтом Уругвая, был избран новым министром внешних связей. Соза ясно дал понять, что намеревается решить проблему без иностранной поддержки: «императорское правительство не желает и не считает подобающим входить в союз с Францией или любой другой европейской страной, если речь идёт о проблемах в Ла-Платском регионе. Правительство полагает, что они должны решаться странами, с которыми мы имеем тесные связи… Мы не признаем европейское влияние на Америку». Император Бразилии также намеревался расширить сферу влияния своей страны на весь континент.
Кабинет министров избрал рискованное альтернативное решение этого сложного вопроса: вместо того чтобы начать дорогостоящее наращивание вооружённых сил, используя традиционную для Южной Америки систему воинского призыва на время войны, кабинет сделал ставку на регулярную армию. На защиту южного региона был выслан контингент солдат. У Бразилии было существенное преимущество над противником в виде современного и сильного военно-морского флота, а также опытной профессиональной армии, закалённой во внутренних и внешних военных конфликтах. До этого момента ни одно другое южноамериканское государство не обладало настоящим флотом и постоянной армией. Силы Росаса и Орибе в основной своей массе состояли из временных войск, которые были предоставлены каудильо. Даже спустя десять лет армия Аргентины насчитывала всего лишь 6 тысяч человек. Бразилия также начала использовать против Росаса его же собственную тактику, финансируя его противников, с целью ослабить Аргентинскую конфедерацию как изнутри, так и извне.

## Начало войны

### Союз против Росаса
Правительство Бразилии начало формировать региональный союз против Росаса, отправив делегацию в область, которую контролировал Онориу Эрмету Карнейру Леан (позже ставший маркизом Параны). Его помощником был Хосе Мария да Силва Паранос, будущий виконт Рио-Бранко. Бразилия подписала соглашение с Боливией, согласно которому последняя соглашалась усилить защиту своих границ, чтобы сдержать любое нападение Росаса. В то же время она отказалась выделить войска для войны с Аргентиной. Убедить изолировавшийся Парагвай оказалось сложней. Вначале, в 1844 году, Бразилия стала первой страной, которая, хотя и формально, признала его независимость. Вскоре это привело к установлению прочных дипломатических отношений. Посол Бразилии в Парагвае, Пимента Буено, стал личным советником Карлоса Лопеса. 25 декабря 1850 года две страны образовали оборонительный союз, согласно которому Лопес соглашался снабжать армию Бразильской империи лошадьми. Но, также как и правитель Боливии, он отказался выделить войска для боевых действий против Росаса, поскольку считал, что правитель аргентинской провинции Энтре-Риос, Хусто Хосе де Уркиса (который вторгался в Уругвай в 1839 и 1845 годах), тайно хотел присоединить Парагвай к своим владениям.
После подписания союза роль Бразильской империи в уругвайской гражданской войне стала расти. Граф Кашиас Луиш Алвиш ди Лима и Силва стал губернатором Риу-Гранди-ду-Сул и принял на себя командование четырьмя дивизиями бразильской армии, имевшими штаб в этой провинции. Начиная с 1849 года императорское правительство стало напрямую оказывать помощь осажденному в Монтевидео уругвайскому правительству Колорадос, а 6 сентября 1850 года представитель Уругвая Андрес Ламас подписал соглашение с Иринеу Эванжелиста ди Созой, согласно которому правительству Монтевидео перечислялись деньги через банк ди Созы. 16 марта 1851 года Бразильская империя в открытую заявила о поддержке уругвайской партии Колорадос, выступавшей против Орибе — более двух лет она делала это тайно. Это не понравилось аргентинскому правительству, которое начало мобилизацию для новой войны
Бразилия, с определённым успехом, также пыталась заручиться поддержкой против Росаса и в самой Аргентине. 1 мая 1851 года провинция Энтре-Риос, все ещё управлявшаяся Уркисой, заявила Росасу: «по воле народа, провинция возвращает себе всю власть и независимость, которая была передана губернатору Буэнос-Айреса». За ней последовала провинция Корриентес, которой управлял Бенхамин Вирасоро. Его аргументация была словно скопирована у Уркисы. Бразилия оказывала содействие обоим восстаниям, ровно как и поддерживала их финансово. Одной из причин перехода Уркисы на сторону коалиции стало давнее соперничество между ним и Росасом. В 1845 году Росас несколько раз пытался сместить его с должности, так как подозревал, что каудильо вынашивали планы по его свержению. Восстания стали предлогом для военной интервенции, и Бразилия отправила свой флот к Ла-Платскому региону, дислоцировав его рядом с Монтевидео. Командующим флотом был назначен британский контр-адмирал Джон Паско Гренфел — ветеран бразильской войны за независимость и Аргентино-бразильской войны. Корабли прибыли в Монтевидео 4 мая 1851 года. На тот момент флот состоял из 1 фрегата, 7 корветов, 3 брига и 6 пароходов. В 1851 году в составе бразильской армады находилось уже 59 кораблей различных типов: 36 боевых парусных корабля, 10 боевых пароходов, 7 невооружённых парусных кораблей и 6 парусных транспортных судов.
29 мая 1851 года Уругвай, Бразилия и две аргентинские провинции Энтре-Риос и Корриентес образовали наступательный военный союз против Росаса. Согласно договору целью союза была защита независимости Уругвая, восстановление гражданского порядка на его территории и ликвидация или изгнание сил Орибе. Уркиса осуществлял командование аргентинскими повстанческими силами, а Эухенио Гарсон — уругвайцами-колорадос. Оба отряда должны были получать финансовую и военную помощь от Бразильской империи. 2 августа 1851 года последовала высадка первого бразильского десанта в Уругвае для защиты форта Керро. Отряд состоял из примерно 300 солдат 6-го стрелкового батальона. 18 августа 1851 года Росас официально объявил войну Бразилии.

### Вторжение союзников в Уругвай
4 сентября 1851 года бразильская армия под предводительством Луиша Силвы перешла границу между Риу-Гранди-ду-Сул и Бразилией. Его силы состояли из четырёх дивизий общей численностью в 6,5 тысяч пехотинцев, 8,9 тысяч кавалеристов и 800 артиллеристов при 26 пушках — чуть меньше половины армии Бразилии, насчитывавшей на тот момент 37 тысяч солдат. Ещё 4 тысячи его солдат остались в Бразилии для защиты границ.
Бразильская армия вошла в Уругвай тремя группами. Главные силы — 1-я и 2-я дивизии общей численностью около 12 тысяч человек — выступили из города Сантана-ду-Ливраменту. Силва лично командовал ими. Вторая группа в составе 4-й дивизии под командованием полковника Давида Канабарру выдвинулась из города Куараи. Перед ней была поставлена задача обороны правого фланга основной армии Силвы. Третья группа в составе 3-й дивизии бригадного генерала Жосе Фернандуша вышла из города Жагуаран и защищала левый фланг Силвы. Вскоре после прибытия в уругвайский город Фруктуосо 4-я дивизия Канабаро соединилась с войсками Силвы. Перед самим прибытием в Монтевидео их силы влились в армию Фернандуша.

### Капитуляция Орибе
Тем временем войска Уркисы и Гарсона окружили армию Орибе недалеко от Монтевидео. Их объединённые силы (15 тысяч солдат) почти в два раза превышали силы Орибе (8,5 тысяч солдат). Вскоре последний узнал, что на помощь его противникам приближаются ещё и бразильцы, что сделало бы его положение уже совершенно безнадёжным. Понимая, что никаких шансов одержать победу не осталось, Орибе приказал своим войскам сдаться без боя 19 октября 1851 года. Получив гарантии личной неприкосновенности, он удалился на свою ферму в Пасо дель Молино, где и провёл остаток жизни. Бразильский флот, установивший контроль над всем эстуарием и его притоками, не дал побеждённой армии Орибе уйти в Аргентину и она была вынуждена сдаться в плен. Уркиса предложил Гренфелу перебить всех военнопленных, но Гренфел категорически отказался убивать кого-либо из них. Вместо этого аргентинцы из армии Орибе были зачислены в армию Уркисы, а уругвайцы — в войска Гарсона.
Армия Бразилии с лёгкостью захватила оставшуюся уругвайскую территорию, находившуюся под контролем Бланкос, отразив несколько фланговых нападений уцелевших войск Орибе. 21 ноября в Монтевидео представители Бразилии, Уругвая, Энтре-Риос и Корриентес сформировали новый союз, в задачи которого входило «освобождение народа Аргентины от гнета тирана Росаса».

## Поход союзников в Аргентину

### Наступление союзной армии
Вскоре после капитуляции Орибе союзные силы разделились на две группы: первая должна была пройти вверх по реке и напасть на Буэнос-Айрес из города Санта-Фе, а вторая — высадиться в порту самого Буэнос-Айреса. Первая группа состояла из уругвайцев, аргентинцев и 1-й дивизии бразильской армии под командованием бригадного генерала Мануэла Маркуша ди Созы (позже ставший графом Порту-Алегри). Изначально она располагалась в южноуругвайском городе Колония-дель-Сакраменто, напротив эстуария реки Платы.
17 декабря 1851 года эскадра бразильских кораблей, состоявшая из 4 пароходов, 3 корветов и брига под командованием Джона Паско Гренфела, с боем прошла по реке Парана. Это сражение получило название «Проход через Тонелеро». Аргентинцы соорудили мощный оборонительный рубеж при Тонелеро: его защищали 16 пушек и 2 тысячи стрелков под руководством генерала Луцио Норберто Мансильи. Аргентинские войска обстреляли бразильские корабли, но не смогли помешать им пройти вверх по течению. На следующий день бразильские корабли вернулись и прорвались сквозь оборонительные рубежи Тонелеро. Они везли оставшиеся войска Маркуша ди Созы в город Гуалегуайчу. Второе прибытие кораблей вынудило Мансилью и его солдат отступить, бросив артиллерию, так как он опасался, что союзники намеревались высадиться на берег и атаковать его позиции с тыла.
Союзники продолжали движение к точке сбора в городе Гуалегуайчу. Уркиса и его кавалерия шли из Монтевидео по суше, а пехота и артиллерия были перевезены бразильскими кораблями по реке Уругвай. Соединившись в условленной месте, они двинулись на запад, и в середине декабря 1851 года достигли города Диаманте, который находится на восточном берегу реки Парана. Бразильские корабли забрали из Монтевидео Эухенио Гарсона с уругвайскими войсками и перевезли их в Потреро-Перес. Оттуда они двинулись пешком к Дьяманте. 30 декабря 1851 года все союзные войска воссоединились. Из Диаманте они были переправлены на другой берег реки Параны — в город Санта-Фе. Войска Аргентинской конфедерации, дислоцировавшиеся в этом регионе, бежали, не оказав сопротивления. Союзная армия, которую Уркиса официально именовал «Великой армией Южной Америки», двинулась на Буэнос-Айрес.
Тем временем вторая группа под командованием Силвы, состоявшая преимущественно из 12 тысяч бразильских солдат, оставалась в городе Колония-дель-Сакраменто. Силва, на пароходе «Дон Афонсу» (который был назван в честь покойного принца Афонсу) прибыл в порт Буэнос-Айреса, чтобы выбрать лучшее место для высадки войск. Он опасался, что ему придётся сражаться с аргентинской флотилией, базировавшейся в порту, но она ничего не предприняла для ликвидации десанта, и Силва в безопасности вернулся в Сакраменто, чтобы продолжить подготовку к нападению. Однако морская атака была отменена до её начала, так как пришли новости о победе союзных войск в сухопутной битве при Касеросе.

### Поражение Росаса
Союзная армия наступала на аргентинскую столицу Буэнос-Айрес с суши, в то время как бразильские войска под командованием ди Силвы должны были атаковать с моря. 29 января в битве при Камп-Альварез передовой отряд союзников разбил четырёхтысячное войско аргентинцев, которое были отправлено генералом Анхелем Пачеко, чтобы замедлить наступление союзников. Сам генерал обратился в бегство. Спустя два дня две союзные дивизии в битве при Пуэнте-Маркес одолели войска, которыми генерал Пачеко командовал лично. 1 февраля 1852 года союзные войска разбили лагерь в девяти километрах от Буэнос-Айреса. На следующий день, после короткой перестрелки между передовыми отрядами двух армий, войска конфедерации бежали.
3 февраля произошло решающее сражение при Касеросе между союзными войсками и главными силами Росаса, которыми командовал сам диктатор в качестве главнокомандующего. Номинально силы сторон были примерно равны. Силы союзников насчитывали 20 тысяч аргентинцев, 2 тысячи уругвайцев, 4 тысячи элитных бразильских солдат — в сумме выходило 26 тысяч солдат и 45 пушек (16 тысяч кавалеристов, 9 тысяч пехотинцев, тысяча артиллеристов). Силы Росаса насчитывали 15 тысяч кавалеристов, 10 тысяч пехотинцев и тысячу артиллеристов — всего 26 тысяч солдат и 60 пушек. Росас имел возможность выбрать самые лучшие позиции для своих войск: он выбрал место на склоне холма при Касеросе, находившемся на другой стороне бухты Морон. Его ставка располагалась в поместье, стоявшем на самой высокой точке города Касерос.
У союзников командирами были ди Соза, Мануэл Луис Осорио, Хосе Мария Пиран, Хосе Мигель Галан (заменивший Гарсона после его неожиданной смерти в декабре 1851 года), Уркиса и будущие аргентинские президенты — Бартоломе Митре и Доминго Фаустино Сармьенто. Они сформировали Военный совет, и отдали приказ начать наступление. Передовые отряды обеих армий вступили в схватку между собой не дожидаясь подхода основных сил.
Битва при Касеросе завершилась решительной победой союзников. Несмотря на то, что они начинали битву с худших позиций, солдаты союзников в сражении, длившемся почти весь день, смогли разгромить войска Росаса. Аргентинский диктатор сумел сбежать за считанные минуты до того, как союзные войска добрались до его ставки. Замаскировавшись под моряка, он отыскал Роберта Гора, британского посла в Буэнос-Айресе, и попросил убежище. Посол согласился забрать де Росаса и его дочь, Мануэлиту, в Великобританию. Там Росас провёл последние двадцать лет своей жизни. В официальном отчёте сообщалось, что у союзников было ранено или убито 600 человек, в то время как у аргентинской стороны потери составляли 1,4 тысяч человек ранеными или убитыми, а 7 тысяч солдат было захвачено в плен. Однако учитывая время и размах сражения, эти данные могут быть занижены.
В ознаменование победы союзные войска промаршировали по улицам Буэнос-Айреса. В парадах участвовала бразильская армия, которая настояла на том, чтобы их триумфальная процессия состоялась 20 февраля, в знак возмездия за поражение, нанесённое в битве при Итусаинго ровно 25 лет назад. Сообщалось, что население Буэнос-Айреса смотрело на шествие бразильцев молча, с чувством стыда и враждебности.

## Последствия

### Для Бразилии
Триумф при Касеросе оказался решающей военной победой Бразилии. Была обеспечена независимость Парагвая и Уругвая и сорвано планировавшееся нападение Аргентины на провинцию Риу-Гранди-ду-Сул. За три года Бразильская империя ликвидировала любые шансы на восстановление государства, которое включало бы в себя территории бывшего вице-королевства Рио-де-ла-Палата — заветная цель многих аргентинцев со времён получения независимости. Бразильская армия и флот сделали то, чего не смогли добиться сильные флотилии великих держав того времени — Великобритании и Франции. Это ознаменовало переломный момент в истории региона, не только потому, что Бразилия получила господство над Ла-Платским регионом, но и потому, что успешное преодоление кризиса значительно повысило стабильность и престиж страны, и Бразилия превратилась в мировую державу. На международном уровне европейцы начали рассматривать это государство как воплощение знакомых им либеральных идеалов: свободы печати и конституционного уважения гражданских свобод. Бразильская парламентская монархия также резко контрастировала с сочетанием диктатуры и нестабильности, характерным для других стран Южной Америки в этот период. Война Тройственного альянса 18 лет спустя лишь в очередной раз доказала, что Бразилия остаётся доминирующим государством Южной Америки, а её армия и флот — сильнейшими на континенте.
Испаноязычные народы американских стран, от Мексики до Аргентины, страдали от государственных переворотов, восстаний, диктаторов, политических перипетий, экономической нестабильности, гражданских войн и расколов. Конституционная монархия Бразилии, напротив, после войны только укрепилась. Прекратились также и восстания внутри страны. Проблемная провинция Риу-Гранди-ду-Сул активно участвовала в военных действиях на стороне правительства. В результате среди её населения усилилось отождествление с Бразилией, сепаратистские настроения угасли и произошла более лёгкая и эффективная интеграция с остальной частью страны. Внутренняя стабильность позволила Бразилии занять достойное место на международной арене, что совпало с появлением там Соединенных Штатов Америки, которые только установили свои границы. В Бразилии начался период огромного экономического, научного и культурного расцвета, который длился с 1850 года и до конца правления Педру II

### Для Аргентины
Вскоре после битвы при Касеросе в Сан-Николас было подписано соглашение. Оно должно было действовать в рамках конституционного решения Федерального пакта, который имел силу по всей Аргентинской конфедерации. Согласно договору, в Санта-Фе должна была пройти Конституционная ассамблея. Договор не был подписан провинцией Буэнос-Айрес, поскольку он значительно ограничивал её власть над другими провинциями. Вслед за этим Буэнос-Айрес вышел из состава конфедерации, и, таким образом, Аргентина оказалась разделена на два враждебных независимых государства, которые сражались за власть над всей территорией С одной стороны находились федералисты Аргентинской конфедерации под предводительством Хусто Хосе де Уркисы, с другой — автономисты Буэнос-Айреса. Гражданская война окончилась лишь в 1861 году, после сокрушительной победы Буэнос-Айреса над Федерацией в битве при Павоне. В 1862 году либеральный лидер провинции Буэнос-Айрес, Бартоломе Митре, был избран первым президентом объединённой Аргентинской республики.

### Для Уругвая и Парагвая
Благодаря свободной навигации на реках бассейна Ла-Платы, Парагвай теперь мог нанимать европейских и бразильских специалистов, которые могли бы поспособствовать его развитию. Ничем не ограниченный доступ ко внешнему миру также позволил стране ввозить более современные военные технологии. Большую часть 50-х годов XIX века парагвайский диктатор Карлос Лопес не позволял бразильским судам свободно вести навигацию по реке Парагвай. Он опасался, что провинция Мату-Гросу может стать плацдармом для нападения империи. Лопес также оказывал давление на бразильское правительство, чтобы оно признало территориальные требования Парагвая в регионе. Страна испытывала сложности с делимитацией своих границ с Аргентиной. Аргентина хотела, чтобы Гран-Чако полностью входил в её состав, но для Парагвая это требование было неприемлемым, поскольку страна лишилась бы большей половины своей территории.
Завершение Лаплатской войны не положило конец противоборству в регионе. Уругвай был далёк от мира, потому что он находился в состоянии постоянного кризиса из-за внутренней борьбы между Бланкос и Колорадос. Споры о границах, борьба за власть среди различных политических сил и попытки установить внутреннее и региональное господство в итоге привели к Уругвайской и, чуть позже, к Парагвайской войне.